# Hyalonthophagus viridiceps
Hyalonthophagus viridiceps is een keversoort uit de familie bladsprietkevers (Scarabaeidae). De wetenschappelijke naam van de soort werd voor het eerst geldig gepubliceerd in 1910 door d'Orbigny.